# Electric (ソフトウェア)
Electric VLSI Design System （Electric VLSI設計システム）は1980年代前期にスティーブン・M・ルービン (Steven M. Rubin) によって開発されたEDAツール。Electricは回路図や集積回路のレイアウトを描くのに使われる。またVHDLやVerilogといったハードウェア記述言語を扱うこともできる。このシステムは設計規則チェック、シミュレーション、配線、Layout versus schematic、Logical effortといった多くの合成・解析ツールを搭載している。
2016年の時点でElectricはGNUプロジェクトの一部としてJavaで開発されており、GNU GPLバージョン3以降を要件とするフリー・オープンソースソフトウェア (FOSS) として配布されている。

## 歴史

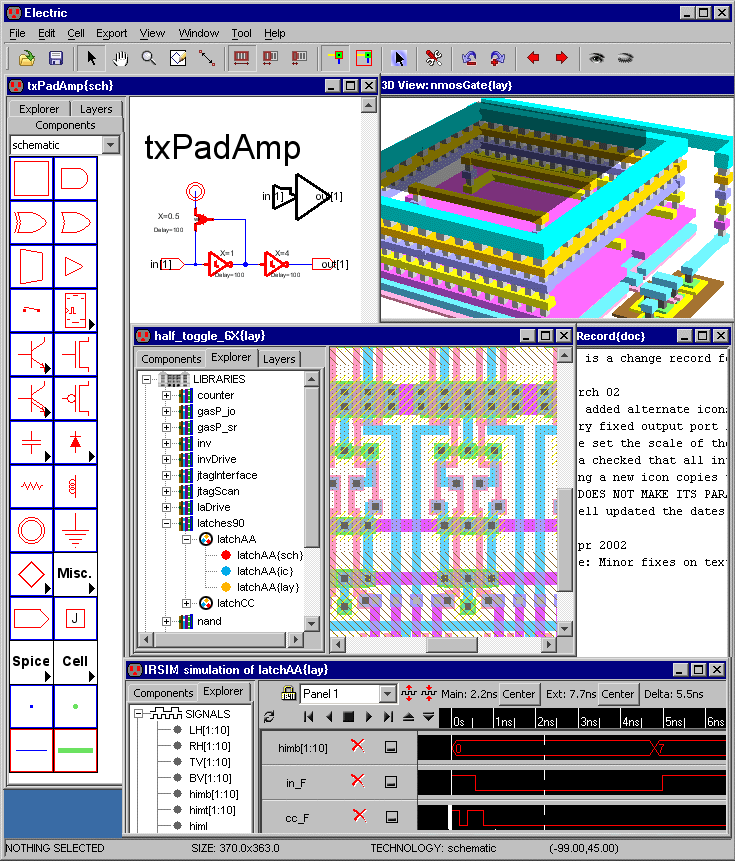
Electricのスクリーンショット

Electricは1980年代前半ではC言語で書かれていた（1982年11月19日付の初期のElectric内部メモによる）。それからしばらく後にElectricは大学や研究機関向けに無償で提供され、国際的に広く使われるようになった。
1980年代中頃にElectricはAppliconより「Bravo3VLSI」の名称で商品として販売された。
1988年にElectric Editor Incorporatedが設立され、システムが商用販売された。1998年にはフリーソフトウェア財団を通じてソースコードをリリースした。
2000年にElectricの配布のためStatic Free Softwareが設立された。
2003年9月にElectricのCバージョンが廃止され、システムはJava言語に移植された。移植作業は2005年6月に完了した。Cコードはまだ利用可能な状態にあるが、開発またはサポートは既に終了している。改良された新しいJavaコードは全てのユーザーが無償で手に入れることができる。